# Grethem
Grethem is een gemeente in de Duitse deelstaat Nedersaksen. De gemeente maakt deel uit van de Samtgemeinde Ahlden in het Landkreis Heidekreis. Grethem telt 637 inwoners. Tot de gemeente behoort mede het gehucht Büchten.
Het betrekkelijk onbelangrijke plaatsje leeft vooral van het toerisme. Het ligt in een streek met veel natuurschoon, dicht bij de Lüneburger Heide. Direct ten oosten van Grethem  mondt de Leine uit in de Aller. 

## Geschiedenis

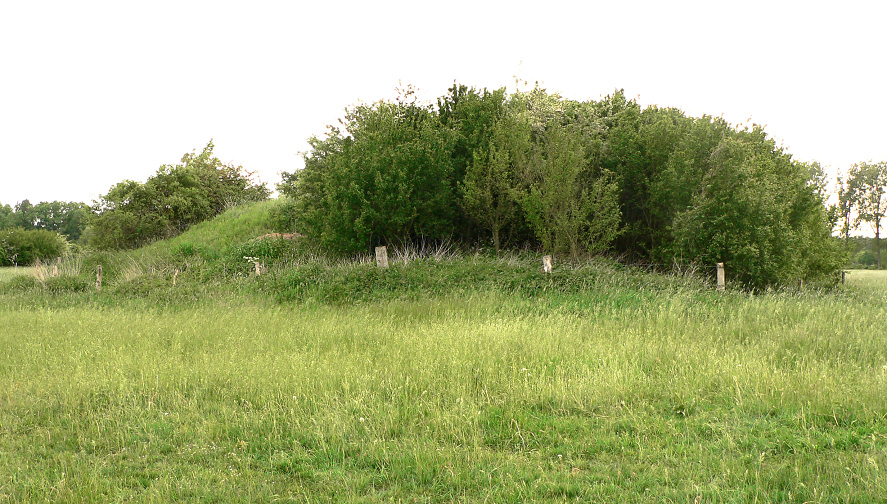
Burg Blankenhagen, burchtheuvel

In 2006 werden te Grethem bij archeologisch onderzoek belangrijke vondsten gedaan. In twee, waarschijnlijk door Germanen als urn gebruikte, Hemmoor-emmers werden naast de crematie-as van een vrouw enige voorwerpen uit de klassieke oudheid gevonden. Daaronder is een groot fragment van een buitengewoon rijk versierde ivoren kam, mogelijk uit de 1e eeuw. Dit voorwerp was ten tijde van de crematie van de bij haar overlijden ca. 35 jaar oude eigenaresse, vermoedelijk tussen 225 en 241 na Chr., reeds antiek. De fraaie kam behoort tot de collectie van het Niedersächsisches Landesmuseum Hannover.
In de 13e eeuw heeft hier een kasteel, Burg Blankenhagen, gestaan, één der vele kasteeltjes langs de Aller en Leine. Er is alleen nog een burchtheuveltje van overgebleven. 
In het begin van de 20e eeuw, tot 1923, is bij Grethem kalimijnbouw bedreven.